# Kazushi Hagiwara
Kazushi Hagiwara (jap. 萩原 一至, Hagiwara Kazushi; * 4. April 1963 in Nakano, Tokio) ist ein japanischer Manga-Zeichner. Auffallend an seinem Zeichenstil ist, dass er Rasterfolien sehr sorgfältig und häufig einsetzt.

## Leben
Kazushi Hagiwara arbeitete als Assistent für Izumi Matsumoto, bevor er 1986 mit Binetsu Rouge seinen ersten Manga als professioneller Zeichner im mit bis zu einer Auflage von sechs Millionen Exemplaren pro Woche meistverkauften Manga-Magazin Japans, Shōnen Jump, veröffentlichte.
1987 begann er mit seinem bislang größten Erfolg, Bastard!!, das in einer zerfallenen Zukunft spielt, in der die Menschheit mit Dämonen und anderen feindlich gesinnten Wesen um ihr Überleben kämpfen muss. Der Fantasy-Manga erschien noch bis 2001 wöchentlich mit einigen kurzen Unterbrechungen im Shōnen Jump und endete damit vorerst. Seit 2004 zeichnet Hagiwara weiter an Bastard!!, allerdings nicht für ein Shōnen-Magazin, sondern für das Seinen-Magazin Ultra Jump, für das unter anderem auch Oh! Great und Tsutomu Nihei arbeiten. Bislang umfasst die beliebte Manga-Serie 27 Sammelbände und einen Hentai Spezial, die in mehrere Sprachen übersetzt wurde und sich über 30 Millionen Mal verkaufte.(Stand: August 2010) Von 1992 bis 1993 entstand eine sechsteilige Original Video Animation auf Basis von Bastard!!. Im Juli 1995 brachte der Shūeisha-Verlag ein 230-seitiges Artbook mit Illustrationen Hagiwaras heraus.
Neben Bastard!! hat er nur wenige, kurze Werke veröffentlicht. Sein Bakuen Campus Guardress, bei dem er mit Satoru Akahori zusammenarbeitete, ist im V Jump, einem Schwestermagazin des Shōnen Jump, erschienen. Er zeichnet auch pornographische Dōjinshi mit den Figuren aus Bastard!!.

## Werke (Auswahl)
- Binetsu Rouge, 1986
- Bastard!!, 1987–2001, seit 2004
- Bakuen Campus Guardress (爆炎CAMPUSガードレス), 1994